# Analyse systémique

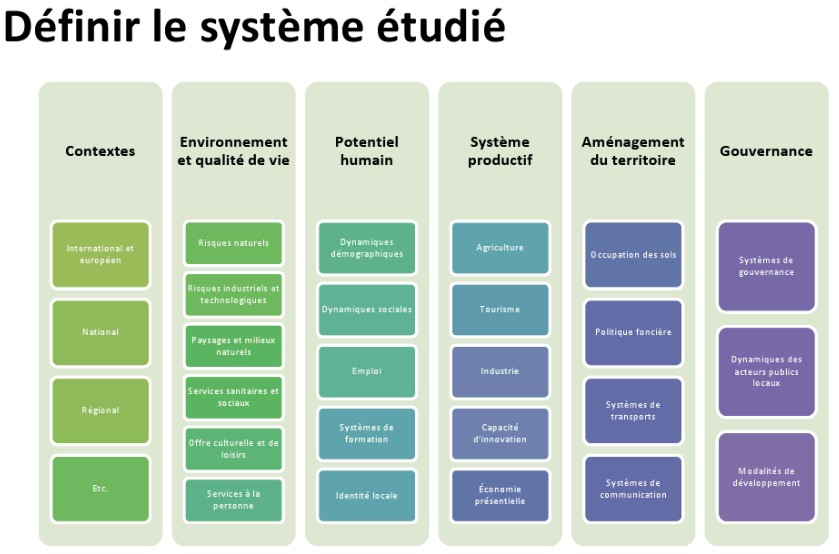
Analyse systémique de la prospective territoriale.

Pour les articles homonymes, voir Systémique (homonymie).
L'analyse systémique est l'analyse faite selon les principes interdisciplinaires de la systémique, étude d'objets complexes par leurs échanges, qu'il s'agisse d'êtres vivants, d'organisations sociales, ou d'objets techniques.
Face à ce type de problème, il est nécessaire d'adopter une démarche globale :
- en s'attachant davantage aux échanges entre les parties du système qu'à l'analyse de chacune d'elles,
- en raisonnant par rapport à l'objectif du système (téléologie),
- en établissant les états stables possibles du système.

L'analyse systémique « s’appuie sur une approche globale des problèmes ou des systèmes que l’on étudie et se concentre sur le jeu des interactions entre leurs éléments. […] Au précepte cartésien de réductionnisme qui demande une décomposition en autant de parcelles qu’il est possible de le faire et qui constitue la caractéristique essentielle de l’approche analytique, l’approche systémique oppose le précepte du globalisme. Les objets d’études ne sont pas en effet des touts à diviser, mais des parties d’un plus grand tout. […] L’approche systémique a précisément pour rôle de traiter le global de façon rationnelle et rigoureuse. Profonde, l’approche systémique l’est également dans la mesure où elle s’occupe des finalités, ce qui est de toute première importance dans le domaine de l’être humain et de son environnement. » 

## Introduction à l'approche systémique.
Comme tous les systèmes, la systémique se compose :
- d'une forme, qui la constitue et la délimite. C'est le domaine du structuralisme mis en lumière par le linguiste Ferdinand de Saussure ;
- d'une logique de fonctionnement. C'est notamment la General System Theory introduite par Bertalanffy, biologiste ;
- d'échanges. C'est le domaine de la cybernétique, inventé par Norbert Wiener, mathématicien.

Mais surtout, car cela en est la base, la systémique ne peut pas être réduite à la somme de ce qui la compose. 

## Historique
La théorie de systèmes a été fondée par Ludwig von Bertalanffy, W. Ross Ashby et d'autres entre les années 1940 et les années 1970.
Elle a évolué vers l'étude de la complexité, avec une attention particulière aux systèmes dynamiques (= évolutifs)

## Domaines d'application

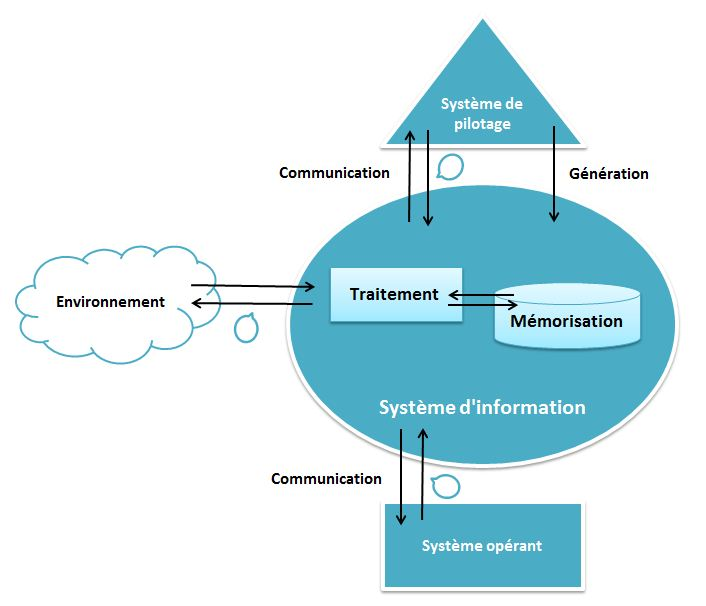
Analyse systémique de l'entreprise.

L'approche système a trouvé des applications dans de nombreuses disciplines et sur des problématiques variées. 
Les disciplines :   
- marketing, management,
- écologie
- archéologie,
- automatique, informatique,
- organisation du travail dans les entreprises et les administrations, ergonomie
- biologie, neurosciences,
- économie notamment pour l'analyse de la valeur,
- sociologie, psychologie, psychologie sociale,
- écopolitique de la Théorie des contextes,
- sciences de la conception,
- architecture, urbanisme, design.
- géographie

Les problématiques qui ont été éclairées par l'approche système sont par exemple :
- analyse des risques chez les sapeurs pompiers ; notamment en risques chimiques et radiologiques (Source - Flux - Cible),
- développement durable[réf. nécessaire]